# Kriegerdenkmal Pechau

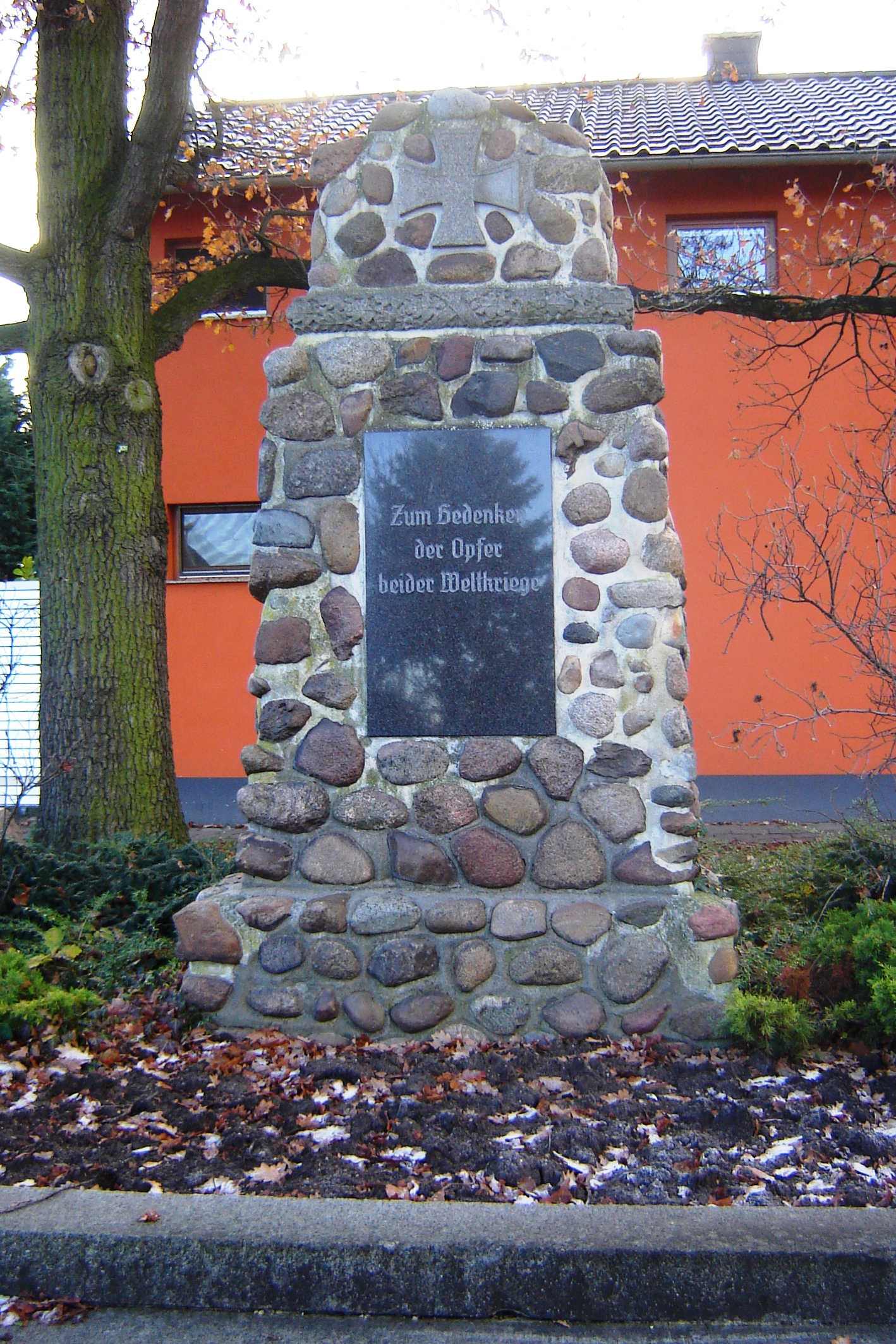
Kriegerdenkmal in Pechau

Das Kriegerdenkmal Pechau ist ein denkmalgeschütztes Kriegerdenkmal im Magdeburger Stadtteil Pechau in Sachsen-Anhalt. Im örtlichen Denkmalverzeichnis ist es unter der Erfassungsnummer 094 18254 als Kleindenkmal verzeichnet.

## Allgemeines
Das Kriegerdenkmal von Pechau steht in der Breiten Straße. Es handelt sich dabei um ein Denkmal für die gefallenen Soldaten des Ersten Weltkriegs und des Zweiten Weltkriegs in Form einer Stele. Es wurde aus Feldsteinen ursprünglich nur für die Gefallenen des Ersten Weltkriegs errichtet und ist mit einem Eisernen Kreuz im oberen Bereich verziert. Die Tafel mit den Namen der Gefallenen des Ersten Weltkriegs wurde durch eine andere Inschriftentafel ersetzt.